# Brandes & Apsel Verlag
Der Brandes & Apsel Verlag ist ein Kleinverlag in Frankfurt am Main.
Gegründet wurde er 1986 von Volkhard Brandes (26. Juni 1939 – 5. Mai 2020) und Roland Apsel (* 1956), die den Verlag leiten. Er gilt als „einer der bedeutendsten Verlage für Kinder- und Jugendpsychotherapie“ und veröffentlicht zu diesem Thema auch Fachzeitschriften. Ein weiterer Schwerpunkt ist die Aufarbeitung des Nationalsozialismus. 2020 wurde der Verlag als einer von 66 Verlagen mit dem Deutschen Verlagspreis ausgezeichnet.